# Azerbeidzjan op het Junior Eurovisiesongfestival 2013
Azerbeidzjan nam deel aan het Junior Eurovisiesongfestival 2013 in Kiev, Oekraïne. Het was de tweede deelname van het land op het Junior Eurovisiesongfestival. ITV was verantwoordelijk voor de Azerbeidzjaanse bijdrage voor de editie van 2013.

## Selectieprocedure
Op 1 november 2013 werd bekendgemaakt dat Rüstəm Kərimov Azerbeidzjan mocht vertegenwoordigen tijdens de internationale finale van het Junior Eurovisiesongfestival 2013. Met welk nummer hij vertrok naar Kiev werd pas duidelijk op 5 november 2013. De titel van het nummer was Me and my guitar.

## In Kiev
Azerbeidzjan was als tweede van twaalf landen aan de beurt, na Zweden en voor Armenië. Het land werd uiteindelijk zevende.